# Plongeon à bec blanc
Gavia adamsii
Espèce
Répartition géographique
Statut de conservation UICN

 NT  : Quasi menacé
Le Plongeon à bec blanc (Gavia adamsii), aussi appelé Plongeon à bec jaune et au Québec Huart à bec blanc ou Huart à bec jaune, est une espèce d'oiseaux de la famille des Gaviidae. C'est le plus grand des gaviidés, bien qu’il ne soit que légèrement plus grand que le Plongeon huard, avec lequel il est souvent confondu.

## Morphologie

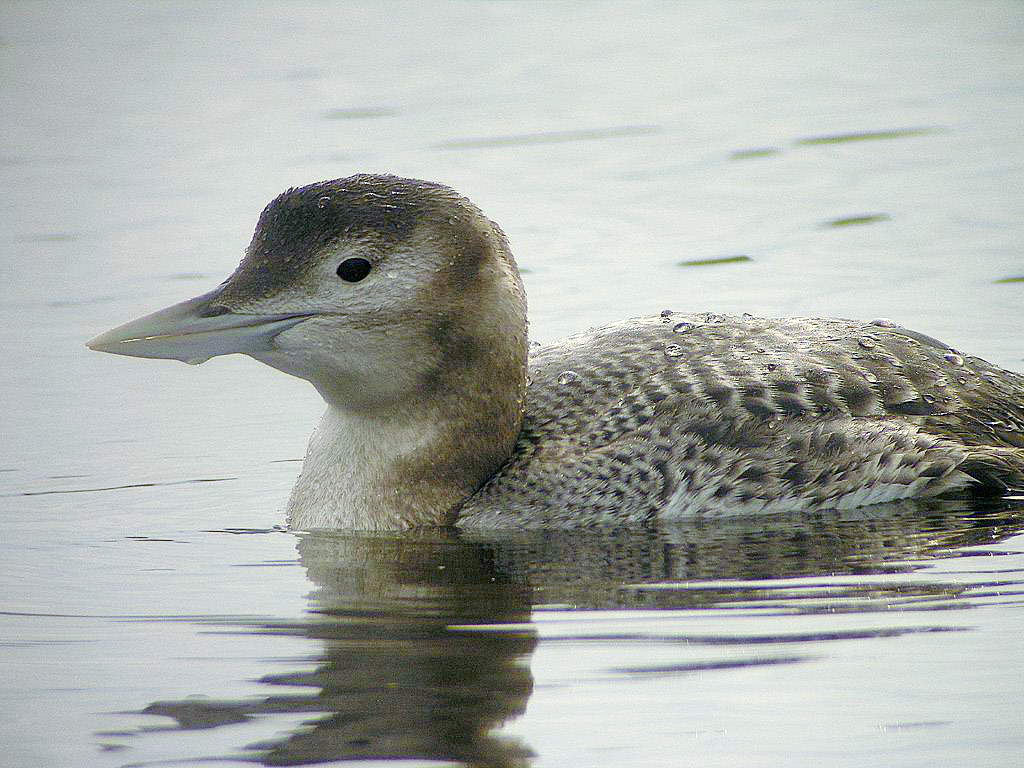
juvénile

Sa longueur varie de 77 à 90 cm, avec une envergure allant de 124 à 150 cm et une masse moyenne de 5,4 kg.
Les adultes nicheurs ont la tête noire, le ventre blanc et le dos orné d’un dessin en damier noir et blanc. Leurs yeux sont rouges. Le caractère qui le différencie du Plongeon huard est le bec jaunâtre, et non noir, et tenu au-dessus de l’horizontale.
Le plumage internuptial est plus terne et brunâtre. Les joues et la gorge deviennent plus pâles ; le passage entre les zones de plumage clair à celles de plumage sombre se fait graduellement (contrairement au plumage internuptial du Plongeon huard). Le bec devient plus pâle, blanc jaunâtre, les yeux moins rouges et plus bruns.
Le juvénile du 1er hiver ressemble à un adulte en plumage internuptial, mais les plumes du dos présentent un liseré pâle qui confère à l'oiseau un aspect écailleux.

## Comportement

### Alimentation
Cette espèce, comme tous les plongeons, capture ses proies sous l’eau ; il est un essentiellement piscivore, mais se nourrit aussi d'invertébrés aquatiques.

### Locomotion
Il vole avec le cou tendu. Lorsqu'il nage, il tient généralement le bec un peu relevé.

### Vocalisation
Cet oiseau est plutôt muet en hiver. Son cri ressemble à un miaulement, ou à une plainte, plus aigüe que celle du plongeon huard. Il émet parfois des cris ressemblant des rires sonores.

### Comportement social
Cet oiseau a un comportement très territorial : les couples défendent leur territoire contre les toutes les espèces de plongeons, mais aussi contre les canards plongeurs.

### Reproduction
Les deux parents prennent soin de l'incubation et de l'alimentation des petits.

## Répartition et habitat
Il niche dans la toundra arctique (Russie, Alaska et Canada), en bordure de lacs et de rivières à faible courant.
Il hiverne en mer, surtout au large des côtes de Norvège et de l’Ouest du Canada mais on peut parfois le rencontrer sur des grands lacs de l’intérieur des terres ou dans la mer Baltique.
Cet oiseau migrateur arrive sur les zones de nidification avant la fonte complète des glaces. Il se nourrit alors dans les zones d'eau libre mais n'hésite pas à plonger sous la glace à la recherche de ses proies.
Des individus erratiques ont été signalés en Europe occidentale et méridionale, comme en Espagne ou en Yougoslavie

## Position systématique et appellation
Plongeon vient du latin plumbicare, s'enfoncer. Le nom de bec blanc (ou plutôt ivoire en réalité) permet de le distinguer du plongeon huard auquel il ressemble beaucoup. Gavia est un terme latin cité par Pline et Apulée, désignant un oiseau de mer. Le nom scientifique de cet oiseau est formé sur celui d’un chirurgien de marine et naturaliste, Edward Adams (1824-1856), explorateur de l'Arctique.

## Statut et préservation
Cet oiseau est protégé:
- depuis 2002 par l'Accord sur la conservation des oiseaux d'eau migrateurs d'Afrique-Eurasie, qui classe dans la catégorie A1c (populations très menacées (moins de 10 000 individus)) les plongeons à bec blanc du nord-ouest de l'Europe[5].
- depuis 2002 par la Convention de Berne (protection de la vie sauvage), en annexe II[6].
- par l'US Migratory Bird Act.

L'UICN place cet oiseau dans la catégorie "préoccupation mineure", et estime sa population mondiale à 22 000 ou 25 000 individus, ce qui est un nombre bien inférieur à ceux estimés pour les autres plongeons. Son aire de répartition est estimée à 1 à 10 millions de km².
De même, l'Agence européenne pour l'environnement a classé cette espèce dans la catégorie "sécurisée".
Birdlife international estime la population européenne à 500 individus hivernants, principalement près des côtes norvégiennes. La population hivernante semble stable.

#### Photos et vidéos
- Photo Calphotos
- Galerie photo Flickr sur Avibase